# Massimo Luongo
Massimo Corey Luongo (Sydney, 25 september 1992) is een Australisch voetballer die doorgaans speelt als middenvelder. In juli 2025 verruilde hij Ipswich Town voor Millwall. Luongo maakte in 2014 zijn debuut in het Australisch voetbalelftal.

## Clubcarrière
Luongo werd geboren in Sydney, maar in januari 2011 werd hij opgenomen in de jeugdopleiding van het Engelse Tottenham Hotspur. In 2012 werd hij voor één seizoen verhuurd aan Ipswich Town. Op 9 november werd hij echter weer teruggestuurd, aangezien de nieuwe coach van Ipswich, Mick McCarthy, een ander type speler nodig had. In 2013 werd de middenvelder verhuurd aan Swindon Town. Op 31 augustus werd Luongo definitief aangetrokken en hij tekende voor drie jaar.
Twee jaar later verkaste de Australiër naar Queens Park Rangers, waar hij zijn handtekening zette onder een verbintenis voor de duur van drie seizoenen. Begin 2017 verlengde hij zijn verbintenis met twee jaar tot medio 2020. In de zomer van 2019 verkaste Luongo voor een bedrag van ruim een miljoen euro naar Sheffield Wednesday, waar hij tekende voor drie seizoenen. Na dit contract tekende hij voor een half seizoen bij Middlesbrough.
Gedurende de eerste seizoenshelft kwam Luongo niet in een officieel duel in actie, waarop hij in de winterstop terugkeerde naar Ipswich Town. Zijn aflopende verbintenis werd in januari 2024 opengebroken en met een jaar verlengd. Door achtereenvolgende promoties ging Ipswich Town in twee jaar van de League One naar de Premier League. Op dat niveau kwam de middenvelder minder aan spelen toe. Ipswich degradeerde aan het einde van het seizoen 2024/25 weer naar het Championship, maar Luongo vertrok transfervrij. Hij tekende voor een jaar bij Millwall.

## Clubstatistieken
| Seizoen | Club                | Competitie     | Competitie | Competitie | Beker | Beker | Internationaal | Internationaal | Totaal | Totaal |
| Seizoen | Club                | Competitie     | Wed.       | Dlp.       | Wed.  | Dlp.  | Wed.           | Dlp.           | Wed.   | Dlp.   |
| ------- | ------------------- | -------------- | ---------- | ---------- | ----- | ----- | -------------- | -------------- | ------ | ------ |
| 2011/12 | Tottenham Hotspur   | Premier League | 0          | 0          | 1     | 0     | —              | —              | 1      | 0      |
| 2012/13 | → Ipswich Town      | Championship   | 9          | 0          | 2     | 1     | —              | —              | 11     | 1      |
| 2012/13 | → Swindon Town      | League One     | 9          | 2          | 0     | 0     | —              | —              | 2      | 0      |
| 2013/14 | Swindon Town        | League One     | 44         | 6          | 9     | 0     | —              | —              | 53     | 6      |
| 2014/15 | Swindon Town        | League One     | 37         | 6          | 3     | 0     | —              | —              | 40     | 6      |
| 2015/16 | Queens Park Rangers | Championship   | 30         | 0          | 2     | 0     | —              | —              | 32     | 0      |
| 2016/17 | Queens Park Rangers | Championship   | 35         | 1          | 3     | 0     | —              | —              | 38     | 1      |
| 2017/18 | Queens Park Rangers | Championship   | 39         | 6          | 0     | 0     | —              | —              | 39     | 6      |
| 2018/19 | Queens Park Rangers | Championship   | 41         | 3          | 2     | 0     | —              | —              | 43     | 3      |
| 2019/20 | Sheffield Wednesday | Championship   | 27         | 3          | 3     | 0     | —              | —              | 30     | 3      |
| 2020/21 | Sheffield Wednesday | Championship   | 12         | 0          | 1     | 0     | —              | —              | 13     | 0      |
| 2021/22 | Sheffield Wednesday | League One     | 27         | 1          | 3     | 0     | —              | —              | 30     | 1      |
| 2022/23 | Middlesbrough       | Championship   | 0          | 0          | 0     | 0     | —              | —              | 0      | 0      |
| 2022/23 | Ipswich Town        | League One     | 15         | 2          | 1     | 0     | —              | —              | 16     | 2      |
| 2023/24 | Ipswich Town        | Championship   | 43         | 3          | 1     | 0     | —              | —              | 44     | 3      |
| 2024/25 | Ipswich Town        | Premier League | 11         | 0          | 4     | 0     | —              | —              | 15     | 0      |
| 2025/26 | Millwall            | Championship   | 1          | 0          | 1     | 0     | —              | —              | 2      | 0      |
| Totaal  | Totaal              | Totaal         | 380        | 33         | 36    | 1     | 0              | 0              | 416    | 34     |

Bijgewerkt op 14 augustus 2025.

## Interlandcarrière
Op 3 juni 2014 werd bekend dat Luongo was opgeroepen voor de Australische selectie op het WK 2014 in Brazilië. Met zijn land nam Luongo deel aan het Aziatisch kampioenschap voetbal 2015 in eigen land, waar hij met Australië de finale bereikte. Die finale werd op 31 januari 2015 gewonnen van Zuid-Korea (1–2 na verlenging). In de vijfenveertigste minuut had hij de score geopend op aangeven van Trent Sainsbury. Luongo nam in juni 2017 met Australië deel aan de FIFA Confederations Cup in Rusland, waar in de groepsfase eenmaal werd verloren en tweemaal werd gelijkgespeeld. Begin 2024 besloot Luongo te stoppen als international.

## Erelijst
| Aziatisch kampioenschap | 1 | 2015 |